# Montamarta (kommunhuvudort)
Montamarta är en kommunhuvudort i Spanien.   Den ligger i provinsen Provincia de Zamora och regionen Kastilien och Leon, i den nordvästra delen av landet, 220 km nordväst om huvudstaden Madrid. Montamarta ligger 694 meter över havet och antalet invånare är 608.
Terrängen runt Montamarta är platt. Runt Montamarta är det ganska glesbefolkat, med 24 invånare per kvadratkilometer. Närmaste större samhälle är Zamora, 16,4 km söder om Montamarta. Trakten runt Montamarta består till största delen av jordbruksmark.